# 中国乳腹菌
中国乳腹菌（学名：Zelleromyces sinensis）是属于红菇目红菇科乳腹菌属的一种担子菌。该种分布于中国。其种加词“sinensis”意为“中华的”。